# Södersysslets domsagas valkrets
Södersysslets domsagas valkrets (fram till och med valet 1872 kallad Gillbergs och Näs häraders valkrets) var i riksdagsvalen till andra kammaren 1866–1908 en egen valkrets med ett mandat. Valkretsen, som motsvarade Gillbergs och Näs härader, avskaffades vid införandet av proportionellt valsystem inför valet 1911 och uppgick i Värmlands läns västra valkrets.

## Riksdagsmän
- Anders Andersson, lmp (1867–1869)
- Roland Martin (1870–1872)
- Anders Andersson, lmp (1873–1885)
- Lars Persson, lmp 1887, nya lmp 1888–1893 (1886–1893)
- Oscar Lindh, nya lmp 1894, lmp 1895–1896 (1894–1896)
- Karl Hultkrantz, vilde 1897, Bondeska 1898–1899, lib s 1900–1907, högervilde 1908 (1897–1908)
- Johan Igel, lib s  (1909–1911)

## Valresultat

### 1896
| Andrakammarvalet i Sverige 1896: Södersysslets domsagas valkrets | Andrakammarvalet i Sverige 1896: Södersysslets domsagas valkrets | Andrakammarvalet i Sverige 1896: Södersysslets domsagas valkrets | Andrakammarvalet i Sverige 1896: Södersysslets domsagas valkrets | Andrakammarvalet i Sverige 1896: Södersysslets domsagas valkrets | Andrakammarvalet i Sverige 1896: Södersysslets domsagas valkrets |
| Parti                                                            | Parti                                                            | Kandidat                                                         | Röster                                                           | %                                                                | ±                                                                |
| ---------------------------------------------------------------- | ---------------------------------------------------------------- | ---------------------------------------------------------------- | ---------------------------------------------------------------- | ---------------------------------------------------------------- | ---------------------------------------------------------------- |
|                                                                  | Partilös frihandelsvän                                           | Karl Hultkrantz                                                  | 572                                                              | 52,8                                                             |                                                                  |
|                                                                  | Partilös protektionist                                           | O.W. Lindh                                                       | 480                                                              | 44,3                                                             |                                                                  |
|                                                                  | Annat                                                            | Övriga kandidater                                                | 31                                                               | 2,9                                                              |                                                                  |
| Valdeltagande                                                    | Valdeltagande                                                    | Valdeltagande                                                    | 1,084                                                            | 62,4                                                             |                                                                  |

- 1 röst kasserades.

### 1899
| Andrakammarvalet i Sverige 1899: Södersysslets domsagas valkrets | Andrakammarvalet i Sverige 1899: Södersysslets domsagas valkrets | Andrakammarvalet i Sverige 1899: Södersysslets domsagas valkrets | Andrakammarvalet i Sverige 1899: Södersysslets domsagas valkrets | Andrakammarvalet i Sverige 1899: Södersysslets domsagas valkrets | Andrakammarvalet i Sverige 1899: Södersysslets domsagas valkrets |
| Parti                                                            | Parti                                                            | Kandidat                                                         | Röster                                                           | %                                                                | ±                                                                |
| ---------------------------------------------------------------- | ---------------------------------------------------------------- | ---------------------------------------------------------------- | ---------------------------------------------------------------- | ---------------------------------------------------------------- | ---------------------------------------------------------------- |
|                                                                  | Liberala samlingspartiet                                         | Karl Hultkrantz                                                  | 382                                                              | 58,3                                                             | +5,5                                                             |
|                                                                  | Annat                                                            | E. Larsson i Glava                                               | 259                                                              | 39,6                                                             |                                                                  |
|                                                                  | Annat                                                            | Övriga kandidater                                                | 14                                                               | 2,1                                                              |                                                                  |
| Valdeltagande                                                    | Valdeltagande                                                    | Valdeltagande                                                    | 655                                                              | 36,5                                                             |                                                                  |

Valet ägde rum den 20 augusti 1899. Inga röster kasserades.

### 1902
| Andrakammarvalet i Sverige 1902: Södersysslets domsagas valkrets | Andrakammarvalet i Sverige 1902: Södersysslets domsagas valkrets | Andrakammarvalet i Sverige 1902: Södersysslets domsagas valkrets | Andrakammarvalet i Sverige 1902: Södersysslets domsagas valkrets | Andrakammarvalet i Sverige 1902: Södersysslets domsagas valkrets | Andrakammarvalet i Sverige 1902: Södersysslets domsagas valkrets |
| Parti                                                            | Parti                                                            | Kandidat                                                         | Röster                                                           | %                                                                | ±                                                                |
| ---------------------------------------------------------------- | ---------------------------------------------------------------- | ---------------------------------------------------------------- | ---------------------------------------------------------------- | ---------------------------------------------------------------- | ---------------------------------------------------------------- |
|                                                                  | Liberala samlingspartiet                                         | Karl Hultkrantz                                                  | 466                                                              | 71,0                                                             | +12,7                                                            |
|                                                                  | Partilös konservativ                                             | J. Carlsson på Hällsbäck                                         | 144                                                              | 22,0                                                             |                                                                  |
|                                                                  | Annat                                                            | Övriga kandidater                                                | 46                                                               | 7,0                                                              |                                                                  |
| Valdeltagande                                                    | Valdeltagande                                                    | Valdeltagande                                                    | 657                                                              | 35,6                                                             |                                                                  |

Valet ägde rum den 14 september 1902. 1 röst kasserades.

### 1905
| Andrakammarvalet i Sverige 1905: Södersysslets domsagas valkrets | Andrakammarvalet i Sverige 1905: Södersysslets domsagas valkrets | Andrakammarvalet i Sverige 1905: Södersysslets domsagas valkrets | Andrakammarvalet i Sverige 1905: Södersysslets domsagas valkrets | Andrakammarvalet i Sverige 1905: Södersysslets domsagas valkrets | Andrakammarvalet i Sverige 1905: Södersysslets domsagas valkrets |
| Parti                                                            | Parti                                                            | Kandidat                                                         | Röster                                                           | %                                                                | ±                                                                |
| ---------------------------------------------------------------- | ---------------------------------------------------------------- | ---------------------------------------------------------------- | ---------------------------------------------------------------- | ---------------------------------------------------------------- | ---------------------------------------------------------------- |
|                                                                  | Liberala samlingspartiet                                         | Karl Hultkrantz                                                  | 555                                                              | 62,2                                                             | -8,8                                                             |
|                                                                  | Annat                                                            | E. Larsson i Glava                                               | 134                                                              | 15,0                                                             |                                                                  |
|                                                                  | Annat                                                            | Övriga kandidater                                                | 204                                                              | 22,8                                                             |                                                                  |
| Valdeltagande                                                    | Valdeltagande                                                    | Valdeltagande                                                    | 894                                                              | 46,9                                                             |                                                                  |

Valet ägde rum den 10 september 1905. 1 röst kasserades.

### 1908
| Andrakammarvalet i Sverige 1908: Södersysslets domsagas valkrets | Andrakammarvalet i Sverige 1908: Södersysslets domsagas valkrets | Andrakammarvalet i Sverige 1908: Södersysslets domsagas valkrets | Andrakammarvalet i Sverige 1908: Södersysslets domsagas valkrets | Andrakammarvalet i Sverige 1908: Södersysslets domsagas valkrets | Andrakammarvalet i Sverige 1908: Södersysslets domsagas valkrets |
| Parti                                                            | Parti                                                            | Kandidat                                                         | Röster                                                           | %                                                                | ±                                                                |
| ---------------------------------------------------------------- | ---------------------------------------------------------------- | ---------------------------------------------------------------- | ---------------------------------------------------------------- | ---------------------------------------------------------------- | ---------------------------------------------------------------- |
|                                                                  | Liberala samlingspartiet                                         | Johan Igel                                                       | 721                                                              | 57,3                                                             |                                                                  |
|                                                                  | Obundet konservativ                                              | Herman von Axelsson                                              | 536                                                              | 42,6                                                             |                                                                  |
|                                                                  | Annat                                                            | Övriga kandidater                                                | 2                                                                | 0,1                                                              |                                                                  |
| Valdeltagande                                                    | Valdeltagande                                                    | Valdeltagande                                                    | 1,261                                                            | 57,2                                                             |                                                                  |

Valet ägde rum den 6 september 1908. 2 röster kasserades.